# Nomentano
Nomentano är Roms femte quartiere och har beteckningen Q. V. Namnet Nomentano kommer av Via Nomentana. Quartiere Nomentano bildades år 1921.

## Kyrkobyggnader
- Santa Francesca Cabrini
- Corpus Domini
- San Giuseppe a Via Nomentana
- Sant'Ippolito
- Sant'Angela Merici
- Sant'Orsola
- Nostra Signora del Santissimo Sacramento e dei Santi Martiri Canadesi
- Santi Sette Fondatori

## Bibliotek
- Biblioteca Nazionale Centrale di Roma

## Övrigt
- Villa Torlonia
- Villa Mirafiori
- Villa Massimo
- Villa Blanc

## Bilder
| - Santa Francesca Cabrini. - Corpus Domini. - Sant'Angela Merici. - Sant'Orsola. |